# Chirurdzy (seria 18)
Osiemnasty sezon amerykańskiego telewizyjnego dramatu medycznego Grey’s Anatomy: Chirurdzy został zamówiony 10 maja 2021 przez ABC. Premiera odbyła się 30 września 2021. Sezon produkowany przez ABC Signature we współpracy z Shondaland oraz Entertainment One Television.

## Odcinki
| Nr ogółem | Nr w sezonie | Tytuł                              | Polski tytuł                  | Reżyseria           | Scenariusz                | Premiera (ABC)       | Premiera w Polsce (Fox) | Kod    |
| --- | ------------ | ---------------------------------- | ----------------------------- | ------------------- | ------------------------- | -------------------- | ----------------------- | ------ |
| 381 | 1            | Here Comes the Sun                 | Znów wychodzi słońce          | Debbie Allen        | Meg Marinis               | 30 września 2021     | 8 grudnia 2021          | #18.01 |
| Zastanawiając się, co zrobić ze swoim życiem po przetrwaniu koronawirusa, Meredith udaje się do kliniki Mayo w Minnesocie, aby wziąć udział w otwarciu laboratorium imienia jej matki, Ellis Grey. Tam ponownie nawiązuje kontakt z dr Nickiem Marshem, którego leczyła trzy lata wcześniej. Dr David Hamilton, cierpiący na chorobę Parkinsona, ujawnia swój plan otwarcia najnowocześniejszego ośrodka badawczego poświęconego leczeniu choroby z Meredith jako twarzą projektu, aby przyciągnąć utalentowanych specjalistów. Po atakach paniki swojego młodszego syna, Austina, Hayes szuka wsparcia u Bailey przed rozmową kwalifikacyjną z kandydatami na miejsce Jacksona, Toma i Jo, która z pomocą Levi’a przyzwyczaja się do życia jako samotna matka i rezydentka Położnictwa i Ginekologii. Po odrzuconych oświadczynach, Amelia i Link walczą o swój związek, podczas gdy Maggie i Winston uradowani wracają z miesiąca miodowego. Owen i Teddy biorą spontaniczny ślub w barze u Joe, którego udziela im Megan po tym, jak ich zaplanowana ceremonia w parku zostaje zrujnowana przez tandem uderzający w księdza. Odcinek jest drugą częścią dwuodcinkowego crossoveru z serialem: Jednostka 19 (część 1: sezon 5, odcinek 1). |              |                                    |                               |                     |                           |                      |                         |        |
| 382 | 2            | Some Kind of Tomorrow              | Jutro też jest dzień          | Kevin McKidd        | Felicia Pride             | 7 października 2021  | 15 grudnia 2021         | #18.02 |
| Niezdecydowana co do propozycji dr Hamiltona, Meredith zabiera ze sobą Amelię do Minnesoty, aby pomogła jej w podjęciu decyzji. Amelia natychmiast wskakuje na pokład, ale Meredith ujawnia Nickowi na ich pierwszej randce swoje obawy co do powodzenia projektu. Ostatecznie zgadza się, o ile będzie mogła kontynuować pracę w Seattle. W Grey-Sloan Richard motywuje rezydentów poprzez organizację olimpiady chirurgicznej, w której Levi zdobywa okazję do przeprowadzenia operacji na pacjentce Jo. Winston leczy kobietę z niewydolnością nerek, której zdaniem Winstona nie ma na liście oczekujących na przeszczep ze względu na jej rasę. Megan i Hayes zajmują się małym chłopcem po wypadku samochodowym, podczas gdy Teddy i Owen leczą jego ojca, który cierpi na zwłóknienie płuc, ale nie chce być leczony. |              |                                    |                               |                     |                           |                      |                         |        |
| 383 | 3            | Hotter Than Hell                   | Goręcej niż w piekle          | Chandra Wilson      | Jamie Denbo               | 14 października 2021 | 22 grudnia 2021         | #18.03 |
| Rezydenci zaczynają ten dzień pod okiem specjalnej mentorki, dr Addison Montgomery, która zamierza przeprowadzić przełomowy przeszczep macicy. Meredith niechętnie mówi Richarowi o swoim planie pracy w Seattle i Minnesocie, a on zgadza się ponownie objąć obowiązki szefa rezydentów. Bailey i Hayes leczą młodą kobietę po wypadku na skuterze wodnym, która nie chce zawiadomić rodziców, podczas gdy Winston nadal próbuje uzyskać nerkę dla swojej pacjentki. Z powodu intensywnej fali upałów klimatyzacja w szpitalu się psuje, a Addison niespodziewanie prosi Meredith o pomoc przy operacji. Po udanym zabiegu Addison ulega emocjom związanym z powrotem do Seattle po raz pierwszy od śmierci Dereka i razem z Meredith go opłakują. Podczas gdy, Link i Teddy próbują naprawić klimatyzator, Link wyraża swój gniew na Amelię, która jest zaangażowana w projekt dr Hamiltona, a Teddy pociesza go i resztę personelu na kameralnym przyjęciu w kostnicy. Po przywróceniu klimatyzacji Addison i Amelia ponownie się spotykają, a Meredith przedstawia ją swoim dzieciom. |              |                                    |                               |                     |                           |                      |                         |        |
| 384 | 4            | With a Little Help From My Friends | Z pomocą przyjaciół           | Michael Watkins     | Jess Righthand            | 21 października 2021 | 29 grudnia 2021         | #18.04 |
| Richard angażuje Meredith i Bailey do pomocy w uruchomieniu nowego programu. Tymczasem pacjentka Addison ma komplikacje po zabiegu, a Jo pomaga kobiecie, która zaczyna przedwcześnie rodzić. Owen i Winston leczą weterana, którego rokowania są ciężkie, a Hayes coraz bliżej poznaje Megan. |              |                                    |                               |                     |                           |                      |                         |        |
| 385 | 5            | Bottle Up and Explode!             | Nagły wybuch                  | Lindsay Cohen       | Kiley Donovan Beto Skubs  | 11 listopada 2021    | 5 stycznia 2022         | #18.05 |
| W wyniku eksplozji gazociągu do Grey-Sloan trafiają ranni świadkowie, w tym Vic Hughes z Jednostki 19, która nie zdaje sobie sprawy, że w wybuchu zginął jej przyjaciel-strażak, Dean Miller. Owen dostaje ataku paniki wywołanego zespołem stresu pourazowego z powodu eksplozji, co później tylko wzmaga jego pasję do pracy i leczenia weteranów. Winston i Hayes przeprowadzają operację serca syna Megan, Farouka, a Ben nerwowo wyznaje Bailey, że po śmierci Deana, są oni prawnie odpowiedzialni za wychowanie Pru, córki Deana, w związku z obietnicą, którą Ben złożył Millerowi jakiś czas temu. W Minnesocie Meredith ściąga na pokład Toma Koracicka, który okazuje się mieć trudną przeszłość z Hamiltonem. Amelia zbliża się do innego członka projektu, dr Kai Bartley, a Meredith i Nick pogłębiają swój związek. Odcinek jest drugą częścią dwuodcinkowego crossoveru z serialem: Jednostka 19 (część 1: sezon 5, odcinek 5). |              |                                    |                               |                     |                           |                      |                         |        |
| 386 | 6            | Everyday Is a Holiday (With You)   | Z Tobą codziennie jest święto | Tony Phelan         | Meg Marinis               | 18 listopada 2021    | 12 stycznia 2022        | #18.06 |
| Burza śnieżna w Minnesocie uniemożliwia Meredith spędzenie Święta Dziękczynienia z dziećmi, ale Nick zmienia swoje plany na ten dzień i dołącza do Meredith w jej pokoju hotelowym, gdzie spędzają pierwszą wspólną noc. W Seattle Farouk wraca do zdrowia po operacji serca, ale powikłania powodują, że Teddy i Hayes wracają z nim na salę operacyjną. Weteran Noah zostaje ponownie przyjęty do szpitala, a gdy Owen zdaje sobie sprawę, że niewiele można już zrobić, wysyła go do domu, aby zmarł w spokoju i tak wygodnie, jak to tylko możliwe. Jo jest zmuszona wykonać pilne cesarskie cięcie i histerektomię przepracowanej ciężarnej kobiecie, a Link i Amelia godzą się po przygotowaniu świątecznej kolacji dla dzieci Meredith. |              |                                    |                               |                     |                           |                      |                         |        |
| 387 | 7            | Today Was a Fairytale              | Bajeczny dzień                | Debbie Allen        | Julie Wong                | 9 grudnia 2021       | 2 marca 2022            | #18.07 |
| Zdenerwowany faktem, że Amelia nadal nie chce wyjść za mąż, mimo że spędzili razem noc w Święto Dziękczynienia, Link jest w ciągłym złym humorze, co skłoniło Jo do spędzenia dnia z nim i dziećmi w parku. Na miejscu plenerowe przedstawienie dla dzieci nagle się kończy, gdy jeden z aktorów upadł z powodu choroby serca, skutecznie łamiąc sobie nogę, co zmusza Jo i Linka do interwencji medycznej. Bailey jest sfrustrowana niezbyt kompetentnymi studentami medycyny, a Maggie spędza większość dnia w pokoju dyżurnym z Winstonem. W Minnesocie Meredith nieświadomie przeprowadza operację najlepszego przyjaciela Nicka, a Hamilton jest coraz bardziej zdenerwowany brakiem postępów w projekcie leczenia choroby Parkinsona. |              |                                    |                               |                     |                           |                      |                         |        |
| 388 | 8            | It Came Upon a Midnight Clear      | W świąteczną noc              | Michael Watkins     | Jase Miles-Perez          | 16 grudnia 2021      | 9 marca 2022            | #18.08 |
| Gdy zbliżają się Święta Bożego Narodzenia, Owen zadręcza się niedawną śmiercią Noah, podczas gdy Cormac wprost mówi mu, że Megan jest w głębokiej depresji. Obaj razem z Teddy zyskują serce dawcy dla Farouka. W drodze powrotnej do szpitala ich kierowca dostaje udaru i samochód ląduje na skraju wąwozu. Teddy udaje się wydostać z sercem i udaje się po pomoc. Owen wyjawia Cormacowi, że podał Noah lek, który przyśpieszył jego śmierć i obiecał to samo innym cierpiącym weteranom. Kilka sekund po tym, jak Hayes wysiada, samochód z Owenem w środku zjeżdża z góry. W międzyczasie Meredith i Amelia przylatują z Davidem i Kai do Seattle na jego wielką operację, która zostaje opóźniona, gdy David ma perforację jelita. Maggie martwi się, słysząc o metodzie Webbera, która nie do końca się sprawdziła, gdy Levi działa podczas operacji bez opieki specjalisty, a pacjent wykrwawia się na stole. Nowy rezydent Jordan pierwszego dnia w Grey-Sloan prosi o współpracę z Bailey, od której chce się uczyć. Link ćwiczy wyznanie miłości Amelii na Jo, która ma problem z utrzymaniem swoich uczuć do niego na wodzy, a następnie znajduje przed szpitalem ukochaną całującą się z Kai. |              |                                    |                               |                     |                           |                      |                         |        |
| 389 | 9            | No Time to Die                     | Nie czas umierać              | Linda Klein         | Krista Vernoff            | 24 lutego 2022       | 16 marca 2022           | #18.09 |
| Owen zostaje uratowany z samochodu przez ekipę strażacką z Jednostki 19 i zabrany do szpitala, gdzie okazuje się, że jego noga wymaga operacji. Cormac wręcza serce dawcy dla Farouka Winstonowi, który zauważa na narządzie siniaka spowodowanego wypadkiem. Winston prosi Maggie o asystę na sali operacyjnej i bez komplikacji udaje im się przeszczepić chłopakowi serce. Hayes zmaga się z wyznaniem Owena i ostrzega go, aby przyznał się do popełnienia przestępstwa, inaczej on na niego doniesie. Po stracie pacjenta Schmitt obsesyjnie szoruje ręce do samej krwi do momentu, aż nie powstrzymują go przyjaciele. Bailey zmuszona jest wycofać metodę Webbera. Amelia i Link kłócą się odnośnie jej pocałunku z Kai, następnie Link znajduje pocieszenie u Jo i uprawiają seks. Hayes wręcza Bailey swoją rezygnację i oznajmia, że wraca z synami do Irlandii.Odcinek jest drugą częścią dwuodcinkowego crossoveru z serialem: Jednostka 19 (część 1: sezon 5, odcinek 9). |              |                                    |                               |                     |                           |                      |                         |        |
| 390 | 10           | Living In a House Divided          | W skłóconym domu              | Allison Liddi-Brown | Jamie Denbo               | 3 marca 2022         | 23 marca 2022           | #18.10 |
| Podczas konferencji dotyczącej zachorowalności i śmiertelności Levi jest przytłoczony opisywaniem wydarzeń związanych ze śmiercią swojego pacjenta i w biegu opuszcza szpital. Maggie kwestionuje metodę Webbera, przez co ten ostro atakuje ją i Meredith za to, że w ostatnim czasie nie było ich w pobliżu. Do szpitala przyjęto pacjentkę Amelii, do której Jo zostaje wezwana na konsultację, a Amelia wyczywa napięcie między sobą a Jo. Link ma otyłą pacjentkę, która jego zdaniem powinna schudnąć. Perez zauważa u niej inne dolegliwości niezwiązane z jej wagą i wymagana jest operacja. Bailey mówi Richarowi, że metodę Webbera należy trwale zawiesić. Teddy wie, że Owen coś przed nią ukrywa i nie chce jej nic powiedzieć. |              |                                    |                               |                     |                           |                      |                         |        |
| 391 | 11           | Legacy                             | Dziedzictwo                   | Kevin McKidd        | Mark Driscoll             | 10 marca 2022        | 30 marca 2022           | #18.11 |
| Nadszedł dzień próbnej operacji Hamiltona. Meredith udostępnia rezydentom widok na salę operacyjną, aby ich inspirować. Link zabiera Owena na rehabilitację, po której dochodzi do wycieku płynu mózgowo-rdzeniowego. Amelia nie może opuścić zabiegu leczenia Parkinsona, więc Koracick zgadza się pomóc Owenowi. Nick planuje przeszczep wątroby. Przed oddaniem jej pacjentowi spotyka się z rodziną dawcy, aby dowiedzieć się czegoś o nim. Richard próbuje namówić Levi’a na powrót do szpitala. Jo unika Linka, pracując na nocnych zmianach. Kończy w barze, pijąc z Teddy, która unika Owena, odkąd odkryła, co robił dla weteranów. Później Jo przychodzi do Linka biorącego prysznic, całują się, następnie odpycha go i prosi, żeby wyszedł. |              |                                    |                               |                     |                           |                      |                         |        |
| 392 | 12           | The Makings of You                 | Wszystko, czym jesteś         | Debbie Allen        | Felicia Pride             | 17 marca 2022        | 6 kwietnia 2022         | #18.12 |
| Meredith i Nick biorą wolne i udają się na weekend do domku Nicka, gdzie spotykają jego siostrzenicę, Charlotte, i jej nowego chłopaka, Silvera. Sprawy szybko się komplikują, gdy Charlotte ujawnia, że zamierza rzucić studia i wyjechać z Silverem do Kostaryki, co zmusza Meredith do zmagania się ze słabą reakcją Nicka. W tym samym czasie w Minnesocie Amelia poznaje Kai od innej strony, gdy udają się do baru, gdzie Kai występuje ze swoim zespołem. Będąc pod wrażeniem umiejętności muzycznych Amelia rozwija swój związek z Kai. W Seattle chora na grypę Maggie znajduje stary list zaadresowany do niej od Ellis. Gdy jego treść odkrywa głęboko zakorzenione problemy z porzuceniem, Maggie dostaje gorączki i we śnie rozmawia z Ellis, aby dowiedzieć się, dlaczego ją w ogóle zostawiła. |              |                                    |                               |                     |                           |                      |                         |        |
| 393 | 13           | Put the Squeeze On Me              | Zdaj się na mnie              | Allison Liddi-Brown | Julie Wong                | 24 marca 2022        | 13 kwietnia 2022        | #18.13 |
| Do szpitala trafia mężczyzna zaatakowany przez własnego pytona, który wywołuje sporo zamieszania wśród lekarzy spowodowanego strachem. Między innymi Bailey, która niestrudzenie poświęca się pracy, próbując odwrócić uwagę od swoich problemów małżeńskich, po pocałunku pewnego wieczoru z rezydentem, Jordanem Wrightem; Maggie zastanawiająca się, czego jeszcze nie wie o Winstonie, gdy dowiedziała się, że w przeciwieństwie do wszystkich innych jest on wielkim fanem węży; oraz Jo, która poprosiła Linka, żeby się wyprowadził ze względu na rosnące uczucia, jakie do niego żywi, a których nie może ujawnić, ponieważ on nadal jest zakochany w Amelii. W Minnesocie Meredith otrzymuje propozycję stałego stanowiska ordynatora w Grey Center i ordynatora Chirurgii Ogólnej w Mayo Clinic, ale nie jest pewna, czy powinna je przyjąć pomimo entuzjazmu Nicka. |              |                                    |                               |                     |                           |                      |                         |        |
| 394 | 14           | Road Trippin’                      | W trasie                      | Linda Klein         | Beto Skubs                | 31 marca 2022        | 20 kwietnia 2022        | #18.14 |
| Nowym wyzwaniem Maggie jest leczyć Fernandę, młodą dziewczynę z wrodzoną wadą serca, która przekształciła się w zwężenie aorty. Fernanda dokumentuje swoją drogę do powrotu do zdrowia w Internecie, a ponieważ ona i jej rodzina mieszkają w Bostonie, wynajęli samochód kempingowy, aby podróżować nim przez cały kraj, aby Maggie mogła przeprowadzić rzadki i ryzykowny zabieg Ross-Kona na Fernandzie. Maggie radzi sobie z szybko pogarszającym się stanem zdrowia Fernandy, a Winston jest zmuszony zająć się własnymi problemami rodzinnymi z powodu przybycia do Seattle jego młodszego brata Wendella. W końcu Winston wyznaje Maggie, że kiedy wiele lat temu matka jego i Wendella zmarła na raka, Wendell nie radził sobie z tym dobrze i sprowadził na rodzinę kłopoty. Tymczasem Meredith jest chora w domu, co przyczynia się do rosnących niedoborów lekarzy w Grey-Sloan, co wprawia Bailey i Owena w szał. Pośród chaosu Bailey dowiaduje się, że szpital otrzymał kilka anonimowych skarg dotyczących programu rezydentów i w związku z tym będzie musiał przejść kontrolę przez Radę Akredytacji Medycznej. |              |                                    |                               |                     |                           |                      |                         |        |
| 395 | 15           | Put It to the Test                 | Trzeba to sprawdzić           | Kevin McKidd        | Zoanne Clack              | 7 kwietnia 2022      | 27 kwietnia 2022        | #18.15 |
| Rada Akredytacji Medycznej przybywa do Grey-Sloan, aby ocenić zasadność programu rezydentów w szpitalu, przez co Bailey jest kłębkiem nerwów. Całodniowy test nie przebiega zgodnie z planem, ponieważ wielu lekarzy nie działało na korzyść swoją i szpitala podczas rozmów lub gdy Bailey oprowadzała przedstawicieli rady. Richard nie jest w stanie pomóc Bailey, gdyż poddał się ocenie lekarskiej dr Hamiltona i Kai. W tym samym czasie Nick leci do Seattle, aby przeprowadzić przeszczep nerki, ku wielkiej wdzięczności Bailey. Jednak sytuacja szybko się pogarsza, gdy Bailey dowiaduje się, że Hamilton zaoferował Meredith pełnoetatową posadę w Minnesocie – taką, którą poważnie rozważa. Bailey wytyka Meredith, że robi to, co zawsze – podążając za swoim ukochanym-lekarzem przez cały kraj – i dostaje ataku paniki, mimo tego pod koniec dnia Meredith mówi Nickowi, że zamierza przyjąć ofertę. W międzyczasie w domu Levi’a on i jego matka kłócą się w związku z jego niechęcią powrotu do pracy, ale szybko wraca do rzeczywistości, gdy jego matka spada ze schodów, co skłoniło go do interwencji i ostatecznie uratowania jej życia. |              |                                    |                               |                     |                           |                      |                         |        |
| 396 | 16           | Should I Stay or Should I Go       | Zostać czy odejść             | Michael Watkins     | Jase Miles-Perez          | 5 maja 2022          | 25 maja 2022            | #18.16 |
| Catherine wraca do Grey-Sloan i jest wściekła, że wszystkie szpitale Fundacji Catherine Fox są pod obserwacją. Addison również wraca i pośredniczy w rozmowie między Meredith a Richardem w sprawie jej propozycji wyjazdu do Minnesoty. Jej pacjentka po przeszczepie macicy, Tovah, doświadcza bólu i niestety traci płód, przez co Addison traci cierpliwość i krzyczy na Webbera, Catherine i Meredith, ponieważ jest sfrustrowana ich zachowaniem. Wendell próbuje sprzedać szpitalowi swoją nową technologię monitorowania serca. Maggie jest entuzjastycznie nastawiona do pomysłu szwagra, a Winston się waha. Kiedy sprzęt nie działa, Wendell błaga brata o pomoc. Jo flirtuje z Toddem, przez co Link jest zazdrosny. Owen wraca do pracy po wypadku i razem z Teddy zmagają się z tożsamością płciową swojego dziecka, Leo, i ostatecznie decydują się na terapię jako para, aby upewnić się, że są po tej samej stronie. Bailey prosi Jo, aby wróciła na Chirurgię Ogólną, a Jo postanawia zostać na Położnictwie i połączyć pracę na obu oddziałach. Bailey w końcu bierze dzień urlopu po rozpoznaniu u siebie objawów wypalenia zawodowego. Meredith zastaje przed swoim domem Nicka, który proponuje, że podejmie pracę w Grey-Sloan i zostanie z nią na tyle długo, by uratować upadający program. Meredith nie rozumie na początku intencji ukochanego i wpada w złość, mówiąc mu, że to jej decyzja, ale na koniec postanawia zostać jeszcze przez chwilę. |              |                                    |                               |                     |                           |                      |                         |        |
| 397 | 17           | I’ll Cover You                     | Ubezpieczam Cię               | Debbie Allen        | Emily CulverKiley Donovan | 12 maja 2022         | 1 czerwca 2022          | #18.17 |
| Nick rozpoczyna pracę w Grey-Sloan, a Bailey jest zła i pogubiona, bo nie wie, co musi jeszcze zrobić, by polepszyć stan programu. Webber przypadkowo wypija napój z marihuany, który Catherine trzymała w lodówce, aby uśmierzyć swój ból nowotworowy, przerywając jego trzeźwość, a Meredith przekazuje swoje obowiązki tego dnia Nickowi, by pilnować Richarda. Link kłóci się z Jo o to, że nie spędzają już ze sobą czasu i czuje się przez nią wykorzystany. Teddy i Owen podczas terapii omawiają temat tożsamości płciowej Leo, dla Owena ta sytuacja jest w porządku, ale Teddy nie wie, jakie podjąć następne kroki i jak bezpiecznie prowadzić Leo przez ten okres. Bailey jest świadkiem, jak Nick daje Schmittowi doskonałe lekcje podczas operacji. Maggie i Winston kłócą się, gdy ich pacjentka przyznaje, że okłamuje żonę na temat swoich objawów, co powoduje, że Winston wybucha po ostatnich kłopotach z bratem i Maggie w końcu wyrzuca go z operacji. Później Winston wyznaje Maggie, że Wendell kłamał na temat nowej technologii. Jo i Link mówią żonie swojego pacjenta, że mężczyzna może nie przeżyć, a ona domaga się wcześniejszego porodu, aby jej mąż mógł poznać ich syna, to powoduje jeszcze większe spięcie między Jo a Linkiem. Ich kłótnia prowadzi do tego, że Jo wyznaje, że się w nim zakochała, ale Link nie odwzajemnił tego uczucia, dlatego odsunęła się od niego, aby nie popsuć ich przyjaźni. |              |                                    |                               |                     |                           |                      |                         |        |
| 398 | 18           | Stronger Than Hate                 | Silniej od nienawiści         | Chandra Wilson      | Julie Wong                | 19 maja 2022         | 8 czerwca 2022          | #18.18 |
| Maggie przygotowuje przyjęcie w domu Meredith, aby jej bliscy poznali bliżej Nicka. Nico i dr Lin leczą pacjentkę, która padła ofiarą nienawiści za to, że jest amerykanką pochodzenia azjatyckiego, przez co sami wątpią w bycie amerykanami. Link mówi Teddy, że żałuje, że sypianie z Jo zrujnowało ich przyjaźń. Kai zwierza się Owenowi, że chociaż mają bratanków, nie chcą mieć dzieci. Później ujawniają tę informację Amelii i para się rozstaje. Widząc jak Wendell rozmawia z Nickiem, Maggie zastanawia się, czy Mer nie umawia się z oszustem, ponieważ ten oczarował ją tak samo, jak brat Winstona. Nick i Bailey polepsząją swoje stosunki. Wendell ujawnia, że ukrywa się przed groźnymi ludźmi, którym jest winien pieniądze, a Winston jest na niego wściekły, że robi to w domu jego szwagierki, narażając na niebezpieczeństwo dzieci i każe mu opuścić Seattle. Kiedy Maggie wyznaje, że dała jego bratu 10 000 dolarów na spłatę długów, Winston mówi, że sam pożyczył mu chwilę wcześniej pieniądze. |              |                                    |                               |                     |                           |                      |                         |        |
| 399 | 19           | Out for Blood                      | Żądza krwi                    | Kevin McKidd        | Meg Marinis               | 26 maja 2022         | 15 czerwca 2022         | #18.19 |
| Meredith śni o wykonywaniu operacji, podczas której nawiedza ją matka, wyzywając ją od bycia przeciętną. Kiedy się budzi, przegląda z Zolą oferty nieruchomości w Minnesocie. Amelia pokazuje Meredith, że opublikowano ich artykuł na temat projektu Parkinsona. Winston nie pozwala bratu okradać Maggie bez poniesienia żadnych konsekwencji, a Maggie zastanawia się nad definicją posiadania rodzeństwa, ponieważ dorastała jako jedynaczka. Jo przyznaje Linkowi, że nie jest przekonana co do związku z Toddem po tym, jak ich seks był dla niej niezręczny. Owen jest szantażowany przez męża weteranki, który grozi ujawnieniem nielegalnego okradania szpitala i podawania leków weteranom, aby przyśpieszyć ich śmierć, jeśli nie da mu narkotyków dla żony. Pacjentka Meredith, Cora, zgadza się na operację; pomimo tego, że wszystko idzie zgodnie z planem, pojawiają się nieoczekiwane krwawienia. Lekarze mają kłopoty, ponieważ w całym szpitalu brakuje krwi do przetoczenia, biorąc pod uwagę ogólnokrajowy niedobór krwi. Meredith decyduje się przerwać operację do czasu, aż dotrze nowy zapas krwi. Tymczasem wóz, w którym przewożona jest krew ulega wypadkowi, marnując przy tym cały zestaw, który rozlewa się na drodze. |              |                                    |                               |                     |                           |                      |                         |        |
| 400 | 20           | You Are the Blood                  | Moja krew                     | Debbie Allen        | Krista Vernoff            | 26 maja 2022         | 22 czerwca 2022         | #18.20 |
| Niedobór krwi w Grey-Sloan Memorial trwa. Meredith podejmuje ryzykowną decyzję dotyczącą Cory, ale pacjentka i tak umiera. Marnuje krew, którą rezydenci starali się zebrać, narażając program na dalsze problemy. Przestępcze działania Owena wyszły na jaw, doprowadzając do tego, że muszą z Teddy opuścić kraj. Bailey daje im kilka godzin na ucieczkę, zanim zdąży zgłosić to na policję i przyjmie ich rezygnacje. April Kepner zapewnia Amelię po jej rozstaniu z Kai, że czasami miłość nieoczekiwanie do nas wraca. Jackson Avery i April są znowu razem i odwiedzają szpital, by znaleźć Jamarah Blake, która chce zamknąć program rezydentów. Amelia informuje, że guz Catherine reaguje na chemię. Jamarah postanawia wycofać akredytację programu, wierząc, że pracownicy szpitala stali się dysfunkcyjną rodziną bez doraźnego lidera. Kiedy Webber i Catherine biorą dłuższy urlop, Jackson prosi Meredith, aby wycofała swoją rezygnację, ponieważ tylko jej reputacja jest szansą na odbudowanie obecnej sytuacji. Meredith ma pretensje do Jacksona, że ją o to poprosił, bo nie jest nic nikomu winna. Jackson mówi, że szpital nie może pójść na dno i proponuje jej 20% więcej wynagrodzenia, niż to, które proponuje Minnesota. Zdenerwowana i rozbita Meredith prosi Nicka, aby wracał sam do Minnesoty, do swoich obowiązków. Rozpamiętując przed oczami całe swoje życie w Seattle, wyobraża sobie młodszą siebie – stażystkę, która osądza ją za to, że stała się jak swoja matka. Meredith natychmiast wstaje i wybiega z gabinetu, wołając Nicka, który wyszedł... |              |                                    |                               |                     |                           |                      |                         |        |

## Obsada

### Główna
- Ellen Pompeo jako dr Meredith Grey
- Chandra Wilson jako dr Miranda Bailey
- James Pickens Jr. jako dr Richard Webber
- Kevin McKidd jako dr Owen Hunt
- Caterina Scorsone jako dr Amelia Shepherd
- Camilla Luddington jako dr Jo Wilson
- Kelly McCreary jako dr Maggie Pierce
- Kim Raver jako dr Teddy Altman
- Jake Borelli jako dr Levi Schmitt
- Chris Carmack jako dr Atticus „Link” Lincoln
- Richard Flood jako dr Cormac Hayes
- Anthony Hill jako dr Winston Ndugu
- Scott Speedman jako dr Nick Marsh

### Drugoplanowe postacie
- Abigail Spencer jako dr Megan Hunt
- Lynn Chen jako dr Michelle Lin
- Alex Landi jako dr Nico Kim
- Melissa DuPrey jako dr Sara Ortiz
- Peter Gallagher jako dr David Hamilton
- Jaicy Elliot jako dr Taryn Helm
- Johnny Rey Diaz jako Noah Young
- E.R. Fightmaster jako dr Kai Bartley
- Zaiver Sinnett jako dr Zander Perez
- Sylvia Kwan jako dr Mabel Tseng
- Robert I. Mesa jako dr James Chee
- Nikhil Shukla jako dr Reza Khan
- Kate Walsh jako dr Addison Montgomery
- Jason George jako dr Ben Warren
- Debbie Allen jako dr Catherine Fox
- Stefania Spampinato jako dr Carina DeLuca
- Greg Tarzan Davis jako dr Jordan Wright
- Aniela Gumbs jako Zola Grey Shepherd
- Skylar Astin jako Todd Eames
- Rome Flynn jako Wendell Ndugu
- Kate Burton jako dr Ellis Grey
- Bianca A. Santos jako Kristen Clark
- Cedric Sanders jako Simon Clark

### Gościnne występy
- Debra Mooney jako Evelyn Hunt
- Greg Germann jako dr Tom Koracick
- Jaina Lee Ortiz jako porucznik Andy Herrera
- Grey Damon jako porucznik Jack Gibson
- Barrett Doss jako Victoria „Vic” Hughes
- Jay Hayden jako Travis Montgomery
- Okieriete Onaodowan jako Dean Miller
- Carlos Miranda jako porucznik Theo Ruiz
- LaTanya Richardson Jackson jako Diane Pierce
- Sarah Drew jako dr April Kepner
- Jesse Williams jako dr Jackson Avery

## Produkcja
„W tym sezonie serial będzie przedstawiał fikcyjną rzeczywistość po pandemii, obrazując nasze nadzieje na przyszłość. W realnym życiu pandemia wciąż sieje spustoszenie. Informacje na temat tego, jak chronić się przed COVID-19 dostępne są na www.gov.pl.”

Do swoich ról powróciły Kate Burton jako dr Ellis Grey i Abigail Spencer jako dr Megan Hunt, które ostatnio pojawiły się w piętnastym sezonie. Nowi członkowie obsady serialu, którzy zostali obsadzeni w drugoplanowych rolach w tym sezonie, to Peter Gallagher jako dr David Hamilton, czyli dawny znajomy matki Meredith, Lynn Chen jako dr Michelle Lin, E.R. Fightmaster jako dr Kai Bartley oraz Greg Tarzan Davis jako dr Jordan Wright. Fightmaster i postać dr Bartley są osobami niebinarnymi, będąc jednocześnie pierwszym niebinarnym aktorem i postacią występującą w serialu.